# Antanas Kavaliauskas
Antanas Kavaliauskas (Vilnius, 19 de setembro de 1984) é um basquetebolista lituano que atualmente joga pelo BC Lietuvos rytas. Possui 2,09m e pesa 113kg atuando na posição ala-pivô e pivô.

## Ligações Externas
- Antanas Kavaliauskas no X
- Antanas Kavaliauskas no Facebook